# Эверитт, Бёрд
Уильям Родни «Бёрд» Эверитт (англ. William Rodney "Bird" Averitt; 22 июля 1952 года, Хопкинсвилле, штат Кентукки, США — 12 декабря 2020 года) — американский профессиональный баскетболист, который выступал в Американской баскетбольной ассоциации, отыграв три из девяти сезонов её существования, а также два сезона в Национальной баскетбольной ассоциации. Чемпион АБА в сезоне 1974/1975 годов в составе команды «Кентукки Колонелс».

## Ранние годы
Бёрд Эверитт родился 22 июля 1952 года в городе Хопкинсвилл (штат Кентукки), там посещал одноимённую среднюю школу, в которой играл за местную баскетбольную команду.

## Статистика

### Статистика в НБА
| Сезон                                                                                    | Команда    | Регулярный сезон | Регулярный сезон | Регулярный сезон | Регулярный сезон | Регулярный сезон | Регулярный сезон | Регулярный сезон | Регулярный сезон | Регулярный сезон | Регулярный сезон | Регулярный сезон | Серия плей-офф | Серия плей-офф | Серия плей-офф | Серия плей-офф | Серия плей-офф | Серия плей-офф | Серия плей-офф | Серия плей-офф | Серия плей-офф | Серия плей-офф | Серия плей-офф |
| Сезон                                                                                    | Команда    | GP               | GS               | MPG              | FG%              | 3P%              | FT%              | RPG              | APG              | SPG              | BPG              | PPG              | GP             | GS             | MPG            | FG%            | 3P%            | FT%            | RPG            | APG            | SPG            | BPG            | PPG            |
| ---------------------------------------------------------------------------------------- | ---------- | ---------------- | ---------------- | ---------------- | ---------------- | ---------------- | ---------------- | ---------------- | ---------------- | ---------------- | ---------------- | ---------------- | -------------- | -------------- | -------------- | -------------- | -------------- | -------------- | -------------- | -------------- | -------------- | -------------- | -------------- |
| 1976/77                                                                                  | Баффало    | 75               |                  | 15,1             | 37,8             |                  | 71,6             | 1,0              | 1,8              | 0,4              | 0,1              | 7,9              | Не участвовал  | Не участвовал  | Не участвовал  | Не участвовал  | Не участвовал  | Не участвовал  | Не участвовал  | Не участвовал  | Не участвовал  | Не участвовал  | Не участвовал  |
| 1977/78                                                                                  | Нью-Джерси | 21               |                  | 19,5             | 36,7             |                  | 80,0             | 1,6              | 3,2              | 0,8              | 0,0              | 8,3              | Не участвовал  | Не участвовал  | Не участвовал  | Не участвовал  | Не участвовал  | Не участвовал  | Не участвовал  | Не участвовал  | Не участвовал  | Не участвовал  | Не участвовал  |
| 1977/78                                                                                  | Баффало    | 34               |                  | 19,9             | 43,6             |                  | 66,7             | 1,5              | 3,8              | 0,6              | 0,2              | 9,5              | Не участвовал  | Не участвовал  | Не участвовал  | Не участвовал  | Не участвовал  | Не участвовал  | Не участвовал  | Не участвовал  | Не участвовал  | Не участвовал  | Не участвовал  |
|                                                                                          | Всего      | 130              |                  | 17,1             | 39,2             |                  | 71,3             | 1,2              | 2,5              | 0,5              | 0,1              | 8,3              | Не участвовал  | Не участвовал  | Не участвовал  | Не участвовал  | Не участвовал  | Не участвовал  | Не участвовал  | Не участвовал  | Не участвовал  | Не участвовал  | Не участвовал  |
| Наведите курсор мыши на аббревиатуры в заголовке таблицы, чтобы прочесть их расшифровку. |            |                  |                  |                  |                  |                  |                  |                  |                  |                  |                  |                  |                |                |                |                |                |                |                |                |                |                |                |

### Статистика в NCAA
| Сезон | Команда    | Conf  | Class | GP | GS | MPG | FG%  | 3P% | FT%  | RPG | APG | SPG | BPG | PPG  |
| --- | ---------- | ----- | ----- | -- | -- | --- | ---- | --- | ---- | --- | --- | --- | --- | ---- |
| 1971/72 | Пеппердайн | WCAC  | SO    | 24 |    |     | 41,2 |     | 74,2 | 6,1 |     |     |     | 28,9 |
| 1972/73 | Пеппердайн | WCAC  | JR    | 25 |    |     | 46,7 |     | 68,2 | 3,7 | 4,6 |     |     | 33,9 |
| Всего | Всего      | Всего | Всего | 49 |    |     | 44,2 |     | 71,3 | 4,9 | 4,6 |     |     | 31,4 |
| Наведите курсор мыши на аббревиатуры в заголовке таблицы, чтобы прочесть их расшифровку Статистика приведена с сайта sports-reference.com |            |       |       |    |    |     |      |     |      |     |     |     |     |      |